# Kåre Willoch
Kåre Isaachsen Willoch (Oslo, 3 ottobre 1928 – Oslo, 6 dicembre 2021) è stato un politico norvegese, ministro di Stato della Norvegia dal 1981 al 1986.

## Biografia
Nato ad Oslo da Haakon Isaachsen Willoch (1896-1955) e Agnes Christine Saure (1895-1994), si è laureato nel 1953 in Economia all'Università di Oslo dove ha avuto come professori due premi Nobel Trygve Haavelmo e Ragnar Frisch.
Nel 1957 viene eletto in Parlamento a soli 29 anni. Venne poi più volte rieletto fino al 1989.

## Carriera politica
Nel 1963 ricopre il suo primo incarico di governo come Ministro del Commercio del governo Lyng. Dal 1965 al 1970 ricopre la stessa carica durante l'esecutivo guidato da Per Borten.
Nel 1970 diventa capogruppo e poi leader del Partito Conservatore, mantenendo l'incarico fino al 1974.
Nel 1981, dopo la vittoria elettorale dei partiti non socialisti forma un governo con il sostegno dei cristiano democratici e i centristi.
Alle elezioni del 1958 le urne non sono favorevoli a Willoch che per restare alla guida del governo deve dipendere dai voti dei progressisti
Nel 1986, dopo essere stato sfiduciato per un provvedimento sull'aumento delle accise sulla benzina, Willoch si dimette. Dal 1989 al 1998 è presidente della Provincia di Oslo e Akershus.

## Vita privata
Il 30 aprile 1954 ha sposato Anne Marie Jørgensen.